# エヴリデイ・ディーモンズ
『エヴリデイ・ディーモンズ』(Everyday Demons)はイギリスのハードロックバンド、ジ・アンサーが2009年に発表した2枚目のアルバムである。

## 概要
デビュー作である『ライズ』より2年振りに発表された作品である。
通常盤(CDのみ)と初回限定盤(CDとDVD)の2形態で発売され、ジャケットの色がそれぞれ緑と赤、と異なっている。2012年は今作のデラックス・エディション(CD2枚組)が発売された（ジャケットの色は赤）。

## 収録曲
| 全作詞・作曲: コーマック・ニーソン、ポール・メイハン、ミッキー・ウォータース、ジェームス・ヒートレー。 |                                              |                                                                                              |                                                                                              |                            |      |
| # | タイトル                                     | 作詞                                                                                         | 作曲・編曲                                                                                   | 原題                       | 時間 |
| 1. | 「ディーモン・アイズ」                       | コーマック・ニーソン 、 ポール・メイハン 、 ミッキー・ウォータース 、 ジェームス・ヒートレー | コーマック・ニーソン 、 ポール・メイハン 、 ミッキー・ウォータース 、 ジェームス・ヒートレー | Demon Eyes                 | 4:11 |
| 2. | 「トゥー・ファー・ゴーン」                   | コーマック・ニーソン 、 ポール・メイハン 、 ミッキー・ウォータース 、 ジェームス・ヒートレー | コーマック・ニーソン 、 ポール・メイハン 、 ミッキー・ウォータース 、 ジェームス・ヒートレー | Too Far Gone               | 4:04 |
| 3. | 「オン・アンド・オン」                       | コーマック・ニーソン 、 ポール・メイハン 、 ミッキー・ウォータース 、 ジェームス・ヒートレー | コーマック・ニーソン 、 ポール・メイハン 、 ミッキー・ウォータース 、 ジェームス・ヒートレー | On and on                  | 3:37 |
| 4. | 「クライ・アウト」                           | コーマック・ニーソン 、 ポール・メイハン 、 ミッキー・ウォータース 、 ジェームス・ヒートレー | コーマック・ニーソン 、 ポール・メイハン 、 ミッキー・ウォータース 、 ジェームス・ヒートレー | Cry Out                    | 5:46 |
| 5. | 「ホワイド・ユー・チェンジ・ユア・マインド」 | コーマック・ニーソン 、 ポール・メイハン 、 ミッキー・ウォータース 、 ジェームス・ヒートレー | コーマック・ニーソン 、 ポール・メイハン 、 ミッキー・ウォータース 、 ジェームス・ヒートレー | Why'd You Change Your Mind | 4:54 |
| 6. | 「プライド」                                 | コーマック・ニーソン 、 ポール・メイハン 、 ミッキー・ウォータース 、 ジェームス・ヒートレー | コーマック・ニーソン 、 ポール・メイハン 、 ミッキー・ウォータース 、 ジェームス・ヒートレー | Pride                      | 3:54 |
| 7. | 「ウォーキン・マッド」                       | コーマック・ニーソン 、 ポール・メイハン 、 ミッキー・ウォータース 、 ジェームス・ヒートレー | コーマック・ニーソン 、 ポール・メイハン 、 ミッキー・ウォータース 、 ジェームス・ヒートレー | Walkin' Mad                | 4:12 |
| 8. | 「トゥナイト」                               | コーマック・ニーソン 、 ポール・メイハン 、 ミッキー・ウォータース 、 ジェームス・ヒートレー | コーマック・ニーソン 、 ポール・メイハン 、 ミッキー・ウォータース 、 ジェームス・ヒートレー | Tonight                    | 3:43 |
| 9. | 「デッド・オブ・ザ・ナイト」                 | コーマック・ニーソン 、 ポール・メイハン 、 ミッキー・ウォータース 、 ジェームス・ヒートレー | コーマック・ニーソン 、 ポール・メイハン 、 ミッキー・ウォータース 、 ジェームス・ヒートレー | Dead of the Night          | 3:48 |
| 10. | 「コンフォート・ゾーン」                     | コーマック・ニーソン 、 ポール・メイハン 、 ミッキー・ウォータース 、 ジェームス・ヒートレー | コーマック・ニーソン 、 ポール・メイハン 、 ミッキー・ウォータース 、 ジェームス・ヒートレー | Comfort Zone               | 4:45 |
| 11. | 「イーヴル・マン」                           | コーマック・ニーソン 、 ポール・メイハン 、 ミッキー・ウォータース 、 ジェームス・ヒートレー | コーマック・ニーソン 、 ポール・メイハン 、 ミッキー・ウォータース 、 ジェームス・ヒートレー | Evil Man                   | 4:36 |
| 12. | 「ハイウェイ・オア・ヘル」                   | コーマック・ニーソン 、 ポール・メイハン 、 ミッキー・ウォータース 、 ジェームス・ヒートレー | コーマック・ニーソン 、 ポール・メイハン 、 ミッキー・ウォータース 、 ジェームス・ヒートレー | Highwater or Hell          | 3:29 |

| #   | タイトル                           | 作詞 | 作曲・編曲 | 原題                |
| --- | ---------------------------------- | ---- | ---------- | ------------------- |
| 1.  | 「カム・フォロー・ミー」           |      |            | Come Followe Me     |
| 2.  | 「ノー・クエスチョンズ・アスクド」 |      |            | No Questions Asked  |
| 3.  | 「ドクター」                       |      |            | Docor               |
| 4.  | 「ネヴァー・トゥー・レイト」       |      |            | Never Too Late      |
| 5.  | 「キープ・ビリーヴィン」           |      |            | Keep Believin       |
| 6.  | 「オールウェイズ」                 |      |            | Always              |
| 7.  | 「サムタイムス・ユア・ラヴ」       |      |            | Sometimes Your Love |
| 8.  | 「アンダー・ザ・スカイ」           |      |            | Tonight             |
| 9.  | 「プリーチン」                     |      |            | Preachin            |
| 10. | 「イントゥ・ザ・ガター」           |      |            | Into the Gatter     |
| 11. | 「スウィート・エモーション」       |      |            | Sweet Emotion       |
| 12. | 「メンフィス・ウォーター」         |      |            | Menfis Water        |
| 13. | 「ビー・ホワット・ユー・ウォント」 |      |            | Be What You Want    |
| 14. | 「モーメント/ジャム」              |      |            | Moment / Jam        |

## 演奏者
- コーマック・ニーソン - ヴォーカル、ハーモニカ
- ポール・メイハン - ギター
- ミッキー・ウォータース - ベース
- ジェームス・ヒートレー - ドラムス